# Dunckerocampus dactyliophorus
Dunckerocampus dactyliophorus é uma espécie de peixe da família Syngnathidae.
Pode ser encontrada nos seguintes países: Austrália, Fiji, Polinésia Francesa, Indonésia, Japão, Ilhas Marshall, Nova Caledónia, Marianas Setentrionais, Papua-Nova Guiné, as Filipinas, Samoa, Ilhas Salomão, África do Sul e Taiwan.